# Lamminsaari (ö i Egentliga Tavastland)
Lamminsaari är en ö i Finland. Den ligger i sjön Pääjärvi och i kommunen Tavastehus i den ekonomiska regionen  Tavastehus ekonomiska region  och landskapet Egentliga Tavastland, i den södra delen av landet, 100 km norr om huvudstaden Helsingfors. Öns area är 3 hektar och dess största längd är 290 meter i sydväst-nordöstlig riktning.